# Pieter Roets
Pieter Roedulf Roets (ur. 1997) – południowoafrykański zapaśnik walczący w obu stylach. Brązowy medalista mistrzostw Afryki w 2023; piąty w 2016. Mistrz Afryki kadetów w 2012 roku. 